# Egyptens Davis Cup-lag
Egyptens Davis Cup-lag styrs av egyptiska tennisförbundet och representerar Egypten i tennisturneringen Davis Cup, tidigare International Lawn Tennis Challenge. Egypten debuterade i sammanhanget 1929. Laget slutade trea i grupp III 1982 och 1985.